# Nimboa yemenica
Nimboa yemenica är en insektsart som beskrevs av Monserrat 1997. Nimboa yemenica ingår i släktet Nimboa och familjen vaxsländor. Inga underarter finns listade i Catalogue of Life.